# Johann Jakob Guggenbühl
Johann Jakob Guggenbühl (Meilen, Zürich kanton, Svájc, 1816. augusztus 13. – Montreux, 1863. február 2.) svájci orvos, pszichiáter, gyógypedagógus, a oligofrénpedagógia egyik neves úttörője.

## Életpályája
Orvosi tanulmányait Zürichben és Bernben végezte (1837). Orvostörténeti diplomamunkájának készítése közben találkozott kretén koldusokkal, felfigyelt az endémiás kretenizmusra, és elhatározta, hogy életét a kretén értelmi fogyatékosoknak szenteli. Pályakezdőként Glarus kantonban egy kreténeket összegyűjtő helyen, majd Hofwilben, Bern kantonban, mint intézeti orvos dolgozott. Első, híres művét a „borzasztó kretenizmusról” ekkor (1840-ben) írta. 
1841-ben nyitotta meg saját intézetét (Heilanstalt für Kretinen und blödsinnige Kinder) Interlaken mellett, Abendbergben, 18 gyermek számára. Intézetének világszerte híre kelt, Európában és Amerikában (Samuel Gridley Howe) is modellé vált. Amikor a várt eredmények több ok miatt nem valósultak meg, az ünnepelt „csodadoktor”-tól (támogatók, szülők) elfordultak. Ellenségei rágalmai, támadásai ellen 47 éves korában bekövetkezett halála miatt már nem tudott védekezni, végrendeletét nem teljesítették, hagyatéka elveszett.
Guggenbühl a kretenizmust olyan testi fogyatékossággal kísért szellemi gyengeségnek tartotta, amely öröklött hajlam és később hozzájáruló alkalmi ok következménye. A kretén értelmi fogyatékosokat a súlyosság foka szerint három csoportba sorolta. Guggenbühl ellentmondásos pályájáról különbözőek a megítélések a forrásmunkákban, Guggenbühl eleinte ugyanis túlzott optimizmussal azt hirdette, hogy a kretenizmus gyógyítható. Később reálisan azt vallotta, hogy páciensei, ill. tanítványai a szellemi gyengeség fokától függően, korai életkorban (a 2. életévtől) elkezdett orvosi-pedagógiai eljárásokkal hasznos állampolgárokká fejleszthetők. Alapelve volt, hogy ezeknek a gyermekeknek szeretetre van szükségük, szükségleteiket ki kell elégíteni, s a támasztott követelmények erőiket nem haladhatják meg. Guggenbühl intézete kórház-iskola volt, amelyben „az orvosi és pedagógiai segítő eszközök kéz a kézben együtt jártak.” Orvosi-pedagógiai programjában a testi ápolás, kezelés (szabadlevegő-kúra, diéta, fürdők, természetes anyagokból készült preparátumok, stb.) és a „lélek nevelése” (tervszerű iskoláztatással az érzékszervek gyakorlása, elemi ismeretek tanítása) követték, ill. egészítették ki egymást. A tanulók útja végül a munkaiskolába vezetett. Guggenbühl jelentősége a gyógypedagógia történetében mai méltatói szerint megtámadhatatlan.

## Munkái (válogatás)
- Hülfsruf aus den Alpen zur Bekämpfung des schrecklichen Cretinismus. 1840.;
- Briefe über den Abendberg und die Heilanstalt für Cretinismus. Zürich, 1846.;
- Die Heilung und Verhütung des Cretinismus und ihre neueste Vorschrift. Bern-St. Gallen, 1853.